# Gelasma ambigua
Gelasma ambigua är en fjärilsart som beskrevs av Butler 1878. Gelasma ambigua ingår i släktet Gelasma och familjen mätare. Inga underarter finns listade i Catalogue of Life.